# 鄺珩
鄺珩（1461年—？），字廷用，號南塘，籍贯北直隸任丘縣（今河北省任丘市）人，明朝政治人物。

## 簡歷
弘治十一年（1498年），鄺珩中式戊午科順天鄉試第一百二十三名舉人，弘治十二年（1499年）聯捷己未科倫文敘榜會試第七十一名，三甲一百四十二名進士。授登封知縣，有聲，召爲工部員外郎。正德十三年（1518年），累官至陝西平涼府知府。

## 家族
曾祖鄺可端；祖鄺福；父鄺觀政，县丞。母尹氏。具庆下。